# Ранчпар
Ранчпар (вірм. Ռանչպար) — село в марзі Арарат, у центрі Вірменії. Село розташоване за 8 км на південний захід від міста Масіс, за 6 км на схід від села Норамарг та за 6 км на південний схід від села Аракс сусіднього марзу Армавір. За 1 км на південний захід протікає прикордонна з Туреччиною річка Аракс.